# Ultimate Warrior Challenge México
Ultimate Warrior Challenge Mexico (в пер. с исп. Ultimate Warrior Challenge Мексика), иногда известная под аббревиатурами UWC Mexico и UWC, — мексиканская организация, пропагандирующая бои по смешанным единоборствам. Штаб-квартира компании находится в приграничном городе Тихуана, в штате Нижняя Калифорния.
Будучи старейшей организацией смешанных боевых искусств в стране, UWC подготовила таких бойцов, как Габриэль Бенитес, Рауль Росас-младший, Хесус Сантос Агилар, Брэндон Морено, Генри Брионес и другие.

## Возникновение
UWC Mexico была основана в феврале 2009 года Алехандро Исласом. Первое мероприятие прошло в муниципальном зале Тихуаны и называлось «UWC: Нижняя Калифорния против... «Калифорния», поскольку бойцы, представленные на карте, родом с полуострова Нижняя Калифорния и из Южной Калифорнии.
30 мая 2009 года на мероприятии «UWC: Furia Cachanilla» был объявлен первый чемпион UWC. В главном событии Акбар Арреола победил Адама Лемана всего за 49 секунд и стал чемпионом в полусреднем весе. На этом же мероприятии состоялся первый санкционированный женский бой по смешанным боевым искусствам в Мексике: Маргарита де ла Крус Рамирес победила Кристину Маркс болевым приемом.
В 2015 году, вскоре после турнира «UWC Mexico 14», организация по неизвестным причинам прекратила свою спортивную деятельность, в результате чего бойцы перешли в другие национальные организации, такие как Xtreme Fighters Latino; некоторые из них позже подписали контракт с LUX Fight League. Прошло четыре года, прежде чем UWC возобновил свою деятельность, и 24 августа 2019 года состоялось мероприятие «UWC Mexico 20: Legacy».
В январе 2024 года генеральный директор UWC Алехандро Ислас объявил о продлении своего контракта с UFC Fight Pass, платформой, на которой промоушен ранее транслировал бои.